# Jeanette Shakalli
Jeanette Shakalli es una matemática panameña conocida por sus actividades de divulgación en la República de Panamá. Es directora ejecutiva de la Fundación Panameña para el Fomento de las Matemáticas (FUNDAPROMAT),  establecida para promover el estudio de las matemáticas en el país centroamericano.

## Biografía
Shakalli obtuvo una Licenciatura en Ciencias en Matemáticas y Química de la Universidad de Notre Dame. En 2012, recibió un Ph.D. en Matemáticas de la  Universidad de Texas A&M bajo la asesoría de Sarah Witherspoon.

## Carrera profesional
De 2012 a 2019 trabajó para la Secretaría Nacional de Ciencia, Tecnología e Innovación (SENACYT) de Panamá. En 2016 creó el Programa de Divulgación Matemática que realiza varias actividades al año sobre matemáticas recreativas. Desde entonces, ha organizado más de 50 de estos eventos, incluidos Mathsjams y el festival de matemáticas Julia Robinson.
Es presidenta del Comité de Programa SIGMAA de Matemáticas Recreativas de la Asociación Estadounidense de Matemáticas. En 2017, se convirtió en Embajadora de Panamá del Comité de Mujeres en Matemáticas (CWM) de la Unión Matemática Internacional (IMU). Forma parte de la junta directiva de la Sección Panamá del IEEE como secretaria y de la Asociación Panameña para el Avance de la Ciencia (APANAC) como directora de admisiones.

## Honores
En 2007, recibió el Premio GE Senior para Especialistas en Matemáticas en la Universidad de Notre Dame, que se otorga a quien se destacó en matemáticas en su último año. Shakalli fue reconocida como Rotaria del Año 2018-2019 por el Club Rotario de Panamá.